# Yeo Jin-goo
Yeo Jin-goo (kor. 여진구; * 13. August 1997 in Seoul) ist ein südkoreanischer Schauspieler.

## Karriere
Yeo begann seine Karriere als Kinderdarsteller und debütierte in dem Film Sad Movie. Er ist bekannt als „kleiner Bruder der Nation“, ein informeller Titel der südkoreanischen Unterhaltungsindustrie. Unter anderem spielte er als Kind die Hauptrolle in dem Film Blood & Flowers – Der Wächter des Königs (2008) und in Serien wie The Moon That Embraces the Sun und Missing You. Für seine Hauptrolle im Film Hwayi wurde er mit 16 Jahren bei den Blue Dragon Film Awards als bester Schauspieler ausgezeichnet.
Als junger Erwachsener spielte er unter anderem Hauptrollen in den bekannten Serien Orange Marmalade, Jackpot, Reunited World, My Absolute Boyfriend, Hotel del Luna, Beyond Evil und Link: Eat, Love, Kill.

## Filmografie (Auswahl)
- 2005: Saedeu mubi (koreanisch: 새드무비)
- 2005: Sa-kwa (koreanisch: 사과)
- 2006: Silent Killer (koreanisch: 예의없는 것들; Yeui-eomneun Geotdeul)
- 2007: Dance of the Dragon
- 2008: Jalmotdoi Mannam[4]
- 2008: Antique (koreanisch: Seoyang-goldong-yanggwajajeom Aentikeu)
- 2008: Blood & Flowers – Der Wächter des Königs
- 2013: Sky Force 3D[5]
- 2013: Hwayi: A Monster Boy (koreanisch:   화이: 괴물을 삼킨 아이; Hwayi: Gwimuleul samkin ai)[6]
- 2014: Mr. Perfect (koreanisch: 백프로 Baek-peu-ro)
- 2014: Tazza: The Hidden Card (koreanisch: 타짜: 신의 손; Tajja: Sineui son)
- 2015: Shoot Me in the Heart (koreanisch: 내 심장을 쏴라; Nae Simjangeul Sswara)
- 2015: The Long Way Home (koreanisch: 서부전선; Seobu Jeonseon)[7]
- 2017: Warriors of the Dawn (koreanisch: 대립군; Hanja: 代立軍; Daeripgun)
- 2017: 1987: When the Day Comes[8][9]
- 2022: Ajoomma (koreanisch: 아줌마; chinesisch: 花路阿朱妈)
- 2022: Ditto (koreanisch: 동감; Donggam)[10]
- 2022: Noryang: jugeumui bada (koreanisch: 노량: 죽음의 바다)[11]
- 2023: Noryang